# 梅里
梅里（うめざと）は、東京都杉並区の地名。住居表示実施済み。現行行政地名は梅里一丁目及び梅里二丁目。

## 地理
杉並区の中東部に位置する。北部は青梅街道を境に杉並区高円寺南と阿佐谷南に接する。西部は杉並区成田東に接する。南部は杉並区堀ノ内と松ノ木に接する。東部は環七通りを境に杉並区和田に接している。主に住宅地として利用されている。町域内には、都営バス杉並支所と堀ノ内斎場とが置かれている。

## 歴史
梅里の名は、1968年（昭和43年）の住居表示実施によって新しく当地に与えられたものであり、それまでの当地は、馬橋や高円寺、松ノ木町、堀之内などから成っていた。住居表示実施時は、行政側からは当地を「堀之内や成田に含める」との方針が出されたが、住民側は、葬儀場である堀ノ内斎場が連想される堀之内、成田山が連想される成田、いずれの地名も嫌気した。結局、住民側から、青梅街道に面した当地のことを指し、「青梅街道に面した里」として「梅里」の地名を提案し、これが受け入れられた。

## 世帯数と人口
2025年（令和7年）3月1日現在（杉並区発表）の世帯数と人口は以下の通りである。
| 丁目       | 世帯数    | 人口    |
| ---------- | --------- | ------- |
| 梅里一丁目 | 2,235世帯 | 3,211人 |
| 梅里二丁目 | 3,365世帯 | 5,109人 |
| 計         | 5,600世帯 | 8,320人 |

### 人口の変遷
国勢調査による人口の推移。
| 年                 | 人口  |
| ------------------ | ----- |
| 1995年（平成7年）  | 8,566 |
| 2000年（平成12年） | 8,790 |
| 2005年（平成17年） | 8,507 |
| 2010年（平成22年） | 8,679 |
| 2015年（平成27年） | 8,320 |
| 2020年（令和2年）  | 8,679 |

### 世帯数の変遷
国勢調査による世帯数の推移。
| 年                 | 世帯数 |
| ------------------ | ------ |
| 1995年（平成7年）  | 4,569  |
| 2000年（平成12年） | 5,056  |
| 2005年（平成17年） | 5,177  |
| 2010年（平成22年） | 5,375  |
| 2015年（平成27年） | 5,270  |
| 2020年（令和2年）  | 5,712  |

## 学区
区立小・中学校に通う場合、学区は以下の通りとなる（2016年1月時点）。
| 丁目       | 番地 | 小学校                 | 中学校               |
| ---------- | ---- | ---------------------- | -------------------- |
| 梅里一丁目 | 全域 | 杉並区立杉並第十小学校 | 杉並区立高南中学校   |
| 梅里二丁目 | 全域 | 杉並区立堀之内小学校   | 杉並区立松ノ木中学校 |

## 交通
梅里二丁目と松ノ木との境界を五日市街道が通っている。
ちなみに地域の北東端、青梅街道と環七通りの交差点は、高円寺陸橋と呼ばれ、都内の交通の要所でもある。

### 鉄道
| 街区内の駅                            |
| ------------------------------------- |
| 東京メトロ丸ノ内線 - 新高円寺駅(M 03) |

北部の青梅街道下に東京メトロ丸ノ内線・新高円寺駅がある。

### バス
環七通りや青梅街道・五日市街道沿いにはバスの便も多く出ている。
当地区に都営バス杉並支所が設置されている。都営バスのほか、京王バス東・関東バスの一般路線バスが運行されている。

## 事業所
2021年（令和3年）現在の経済センサス調査による事業所数と従業員数は以下の通りである。
| 丁目       | 事業所数  | 従業員数 |
| ---------- | --------- | -------- |
| 梅里一丁目 | 188事業所 | 2,040人  |
| 梅里二丁目 | 149事業所 | 983人    |
| 計         | 337事業所 | 3,023人  |

### 事業者数の変遷
経済センサスによる事業所数の推移。
| 年                 | 事業者数 |
| ------------------ | -------- |
| 2016年（平成28年） | 343      |
| 2021年（令和3年）  | 337      |

### 従業員数の変遷
経済センサスによる従業員数の推移。
| 年                 | 従業員数 |
| ------------------ | -------- |
| 2016年（平成28年） | 3,469    |
| 2021年（令和3年）  | 3,023    |

## 施設
- 堀ノ内斎場
- セシオン杉並
- 真盛寺
- 妙祝寺
- 本仏寺
- 清徳寺
- 西方寺
- 清見寺
- 慶安寺
- 心月院

## その他

### 日本郵便
- 郵便番号 : 166-0011[3]（集配局 : 杉並郵便局[15]）。